# Paroisse de Saint-Léonard
La paroisse de Saint-Léonard est à la fois une paroisse civile et un ancien district de services locaux (DSL) canadien du Nouveau-Brunswick. Elle comprend les autorités taxatrices de Saint-Léonard–Parent et Saint-Léonard–Poitier. Dans le cadre de la réforme de la gouvernance locale du 1er janvier 2023, une partie du DSL a été fusionné à la nouvelle ville de Vallée-des-Rivières, et une autre au district rural du Nord-Ouest.

## Toponyme
La localité est nommée en l'honneur de Léonard de Port-Maurice.

## Géographie

Situation de Saint-Léonard dans le comté de Madawaska.

La paroisse comprend les hameaux de Bellefleur, Coombes Road, Cyr-Jonction, Grand-Ruisseau, Martin Siding, Rang-des-Bourgoin, Saint-Léonard-Parent et Violette Settlement.
La paroisse de Saint-Léonard est généralement considérée comme faisant partie de l'Acadie, quoique l'appartenance des Brayons à l'Acadie fasse l'objet d'un débat.

## Histoire
La paroisse civile est érigée en 1850. Le territoire est colonisé par des canadiens et des immigrants d'origine diverses mais surtout des Acadiens établis auparavant à Madawaska, appelé de nos jours Saint-Basile. Grand-Ruisseau, auparavant appelé Newfoudland, est arpenté en 1863 et fondé par la suite par des Acadiens provenant de la vallée du fleuve Saint-Jean.
Coombes Road est fondé en 1879 par des Acadiens du fleuve Saint-Jean grâce à la Free Grants Act (Loi sur les concessions gratuites). La construction du chemin de fer Restigouche and Western, entre Tide Head et Saint-Léonard, commence en 1898. Les travaux sont ralentis en raison du terrain difficile et du manque de fonds et le chemin de fer International prend le contrôle de la ligne en 1906. Les travaux sont terminés en 1910.
La municipalité du comté de Madawaska est dissoute en 1966. La paroisse de Saint-Léonard devient un district de services locaux en 1967.
Le chemin de fer International est abandonné en 1989.
Un plébiscite eut lieu le 31 août 2009, dont la question était « Êtes-vous en faveur de l'annexion de la partie du district de services locaux de la paroisse de Saint-Léonard à la communauté rurale de Saint-André, telle que proposée dans le sommaire du rapport de faisabilité de juillet 2009? ». Quarante personnes votèrent en faveur et 55 s'y opposèrent.

## Démographie
(août 2016).
D'après le recensement de Statistique Canada, il y avait 1 060 habitants en 2001, comparativement à 1122 en 1996, soit une baisse de 5,5 %. La paroisse compte 395 logements privés, a une superficie de 343,95 km2 et une densité de population de 3,1 habitants au km².

## Administration

### Comité consultatif
En tant que district de services locaux, la paroisse de Saint-Léonard est en théorie administré directement par le Ministère des Gouvernements locaux du Nouveau-Brunswick, secondé par un comité consultatif élu composé de cinq membres dont un président. Il n'y a actuellement aucun comité consultatif.

### Commission de services régionaux
La paroisse de Saint-Léonard fait partie de la Région 1, une commissions de services régionaux (CSR) devant commencer officiellement ses activités le 1er janvier 2013. Contrairement aux municipalités, les DSL sont représentés au conseil par un nombre de représentants proportionnels à leur population et leur assiette fiscale. Ces représentants sont élus par les présidents des DSL mais sont nommés par le gouvernement s'il n'y a pas assez de présidents en fonction. Les services obligatoirement offerts par les CSR sont l'aménagement régional, l'aménagement local dans le cas des DSL, la gestion des déchets solides, la planification des mesures d'urgence ainsi que la collaboration en matière de services de police, la planification et le partage des coûts des infrastructures régionales de sport, de loisirs et de culture; d'autres services pourraient s'ajouter à cette liste.

### Représentation et tendances politiques
Nouveau-Brunswick: La majeure partie de la paroisse de Saint-Léonard est comprise dans la circonscription provinciale de Restigouche-La-Vallée, qui est représentée à l'Assemblée législative du Nouveau-Brunswick par Martine Coulombe, du Parti progressiste-conservateur. Elle fut élue en 2010. Le chemin Bourgouin et le chemin Petite-Montagne, à l'est, font plutôt partie de la circonscription provinciale de Grand-Sault—Drummond—Saint-André, qui est représentée par Danny Soucy, ministre de l'Agriculture et de l'Aquaculture et membre du Parti progressiste-conservateur. Il fut élu en 2010.
 Canada: La paroisse de Saint-Léonard fait partie de la circonscription fédérale de Madawaska—Restigouche, qui est représentée à la Chambre des communes du Canada par Jean-Claude D'Amours, du Parti libéral. Il fut élu lors de la 38e élection générale, en 2004, puis réélu en 2006 et en 2008.

## Économie
Entreprise Grand-Sault, membre du Réseau Entreprise, a la responsabilité du développement économique.
J.D. Irving opère une scierie à Veneer, traitant le bois franc.

## Vivre dans la paroisse de Saint-Léonard
L'église Saint-Antoine-de-Padoue de Saint-Léonard–Parent est une église catholique romaine faisant partie du diocèse d'Edmundston. Le bureau de poste et le détachement de la Gendarmerie royale du Canada le plus proche est à Saint-Léonard. Le poste d'Ambulance Nouveau-Brunswick le plus proche est aussi à Saint-Léonard. L'hôpital général de Grand-Sault dessert la région.
Les francophones bénéficient du quotidien L'Acadie nouvelle, publié à Caraquet, ainsi qu'à l'hebdomadaire L'Étoile, de Dieppe. Ils ont aussi accès à l'hebdomadaire La Cataracte de Grand-Sault et aux hebdomadaires Le Madawaska et La République, d'Edmundston. Les anglophones bénéficient des quotidiens Telegraph-Journal, publié à Saint-Jean, et The Daily Gleaner, publié à Fredericton.